# Schizonycha abyssinica
Schizonycha abyssinica är en skalbaggsart som beskrevs av Blanchard 1851. Schizonycha abyssinica ingår i släktet Schizonycha och familjen Melolonthidae. Inga underarter finns listade i Catalogue of Life.